# Stor-Valvtjärnen
Stor-Valvtjärnen är en sjö i Strömsunds kommun i Jämtland och ingår i Ångermanälvens huvudavrinningsområde. Sjön har en area på 0,27 kvadratkilometer och ligger 608,2 meter över havet. Stor-Valvtjärnen ligger i Saxvattnet Natura 2000-område. Sjön avvattnas av vattendraget Lillån.

## Delavrinningsområde
Stor-Valvtjärnen ingår i det delavrinningsområde (716740-147090) som SMHI kallar för Utloppet av Stor-Valvtjärnen. Medelhöjden är 640 meter över havet och ytan är 8,26 kvadratkilometer. Det finns inga avrinningsområden uppströms utan avrinningsområdet är högsta punkten. Lillån som avvattnar avrinningsområdet har biflödesordning 5, vilket innebär att vattnet flödar genom totalt 5 vattendrag innan det når havet efter 283 kilometer. Avrinningsområdet består mestadels av skog (47 procent) och sankmarker (47 procent). Avrinningsområdet har 0,51 kvadratkilometer vattenytor vilket ger det en sjöprocent på 6,2 procent.